# Östkanten och västkanten i Oslo

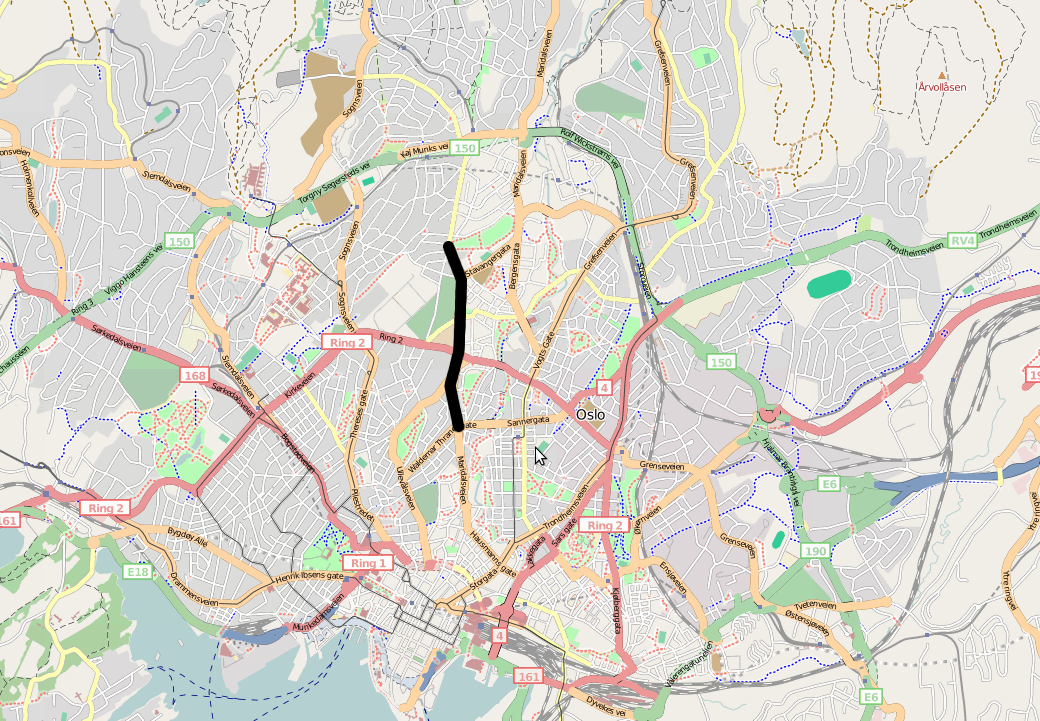
Karta över de centrala delarna av Oslo. Uelands gate, den traditionella skiljelinjen mellan östkanten och västkanten, är markerad med svart.

Östkanten och västkanten (norska: østkanten og vestkanten) används som benämning på Oslos två huvuddelar, som bildas genom den ekonomiska och sociala skiljelinjen som historiskt går längs Uelands gate. Floden Akerselva uppfattas också i allmänhet som gränsen mellan öst och väst, men det är en mer oprecis skiljelinje, eftersom arbetarområden ligger på bägge sidor av älven.

## Bakgrund
Västkanten bildades på 1840-talet, av det som sedan 1600-talet hade varit allmän stadsmark, med området bakom slottet som utgångspunkt. Östkanten växte runt den nya industrin och längs infartsvägarna i öst. Runt 1890 var tudelningen i öst och väst markerad och de flesta områdena i staden blev tydligt präglade av klass, av arbetarklass eller av tjänstemän och borgerskap. Delningen avspeglade sig genom arkitekturen, men också politiskt genom att Høyre och Arbeiderpartiet tillsammans dominerade mycket starkare än i övriga Norge. Språken har traditionellt varit ganska olika, och det har varit en skarp skiljelinje mellan sociolekterna i de två delarna av staden, en skiljelinje som har blivit något mindre de senaste årtiondena. Ungdomar som har vuxit upp i den ena stadsdelen, har i många fall liten kunskap om den andra.
Västkantstadsdelarna (stadsdelarna nr 4, 5, 6, 7 och 8) hade drygt 235 000 invånare den 1 januari 2020, medan stadsdelarna som utgör östkanten hade drygt 450 000 invånare vid samma tid.
På östkanten är förmögenhet, inkomster och bostadspriser fortfarande markant lägre än på västkanten. I Oslo finns både de sämsta levnadsförhållandena och den största rikedomen i landet. Den ekonomiska skillnaden befästs av det kulturella kapitalet hos dem som tillhör eliten: kontaktnät, utbildning och att behärska umgängesformer, som ger tillgång till attraktiva jobb och andra förmåner. Öst-väst-skillnaden gäller också levnadsålder, sjukpensionering och självupplevt hälsotillstånd.
Sedan 1970-talet har den stora invandringen till Oslo i viss mån skapat egna mönster, vid sida av öst–väst-skillnaden. Invandrare från Västeuropa och Nordamerika fördelar sig jämnt över stadens två delar, medan de flesta invandrare från Asien och Afrika bor på östkanten. Stadens sämsta levnadsvillkor finns hos människor från andra världsdelar än Europa.
Trots allt är det så att de områden på östkanten som är sämst ställda, relativt sett har goda levnadsförhållanden och hög utbildningsnivå i förhållande till de sämst ställda områdena i de flesta andra storstäder i Europa. Klasskillnaderna är mindre kännbara för en stor andel av befolkningen än i de flesta andra länder och det norska samhällets likhet i ekonomisk förmåga och levnadssätt präglar också huvudstaden. Det speciella med Oslo är den stabila tudelning som i nära 150 år har varit en geografisk markering av klasskillnaderna i staden.

## Gränsen – och undantagen

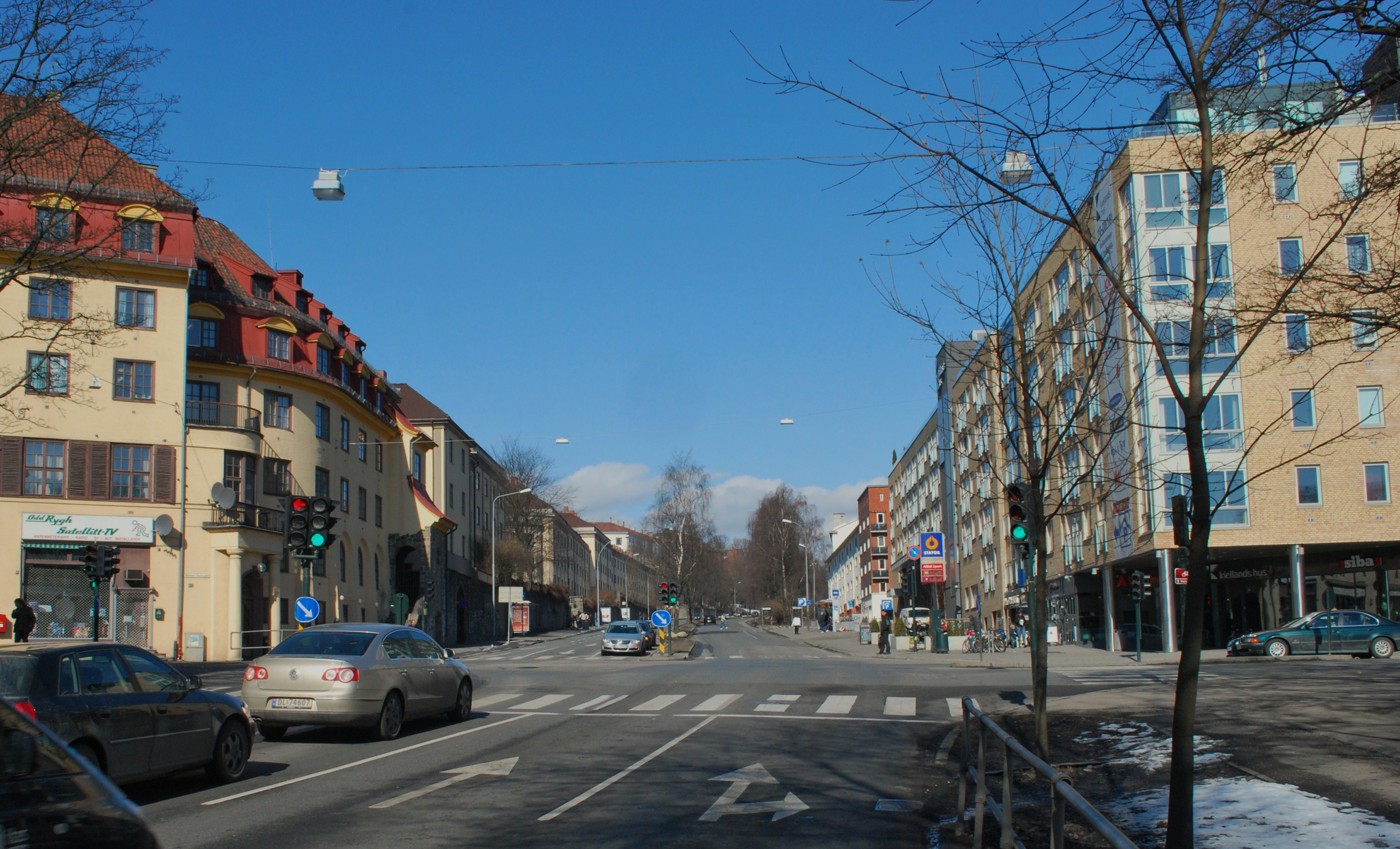
Uelands gate, sedd norrifrån från Alexander Kiellands plass – cirka 300 meter väst om Akerselva.

Forskare inom språk och historia räknar Uelands gate som gränsen mellan östkanten och västkanten. Gränsen är inte skarp, och skillnaderna mellan Iladalen rakt öster om Uelands gate och området vid Bjerregaards gate är inte markerad vare sig genom arkitektur eller ekonomi. Närmare centrum går gränsen längs Akerryggen öst om Vår Frelsers gravlund och ungefär längs Hammersborghøyden. I centrum är gränsen vagare; området mellan Møllergata och Pilestredet har ingen klar öst-väst-koppling.
Norr om Uelands gate går skiljelinjen längs Voldsløkka och Maridalsveien. Längre norr hade villaområdena Kjelsås, Grefsen och Korsvoll i stadsdelen Nordre Aker blandad befolkning – i dag är bostadspriserna här höga, medan röstetalen vid val är mycket mindre präglade av västkanten än längre västerut. I denna artikeln räknas hela stadsdelen Nordre Aker till västkanten.
Det är vanligt att säga "øst og vest for elva" ("öster och väster om älven") och mena den ekonomiska skiljelinjen. Emellertid räknas alltså bägge sidor av Akerselva till östkanten – Sagene, Bjølsen och Hausmannsområdet väst om älven är typiska östkantområden.
Av stadsdelarna i centrum (indre by), ligger Frogner och St. Hanshaugen (utom Hausmannskvarteret och Fredensborg) på västkanten (inre väst), medan Sagene, Grünerløkka och Gamle Oslo ligger på östkanten och utgör inre öst. Ullern, Vestre Aker och Nordre Aker utgör yttre väst. Yttre öst är stadsdelarna Alna, Bjerke, Grorud och Stovner i Groruddalen, och Østensjø och Søndre Nordstrand längre syd.
Nordstrand är undantaget från öst-väst-skillnaden. I stadsdelen ligger villaområdena Bekkelaget, Nordstrand, Ljan och flera söderut från Ekebergskråningen, med stadens antagligen bästa utsikt, solförhållanden och avstånd till industri. Detta är välmående områden, ofta kallade «beste østkant», där befolkningen har samma ekonomiska och sociala kännetecken som yttre väst.
Arbetarområdena som fanns på västkanten, som Pipervika, Skøyen, Hoffsbyen och Lilleaker, är inte längre arbetarområden.

## Geografiska och ekonomiska skillnader före 1840
I förindustriella städer bodde rika och fattiga i samma gårdar och hushåll i större utsträckning än vad som blev vanligt från andra halvan av 1800-talet. I Christiania bodde eliten i Kvadraturen (innanför stadsvallarna, som då kallades «Kvartalerne»). Här utgjorde välmående företagare en tyngdpunkt i den östra delen (nära Bjørvika), medan många hantverkare bodde i den nordvästra delen längs Akersgata och Vollgatorna.
Skyldighet att bygga i tegel eller i korsvirke (tegeltvång) gällde i kvarteren från 1624, och tidigt på 1700-talet utvidgades tegeltvånget till 300 alnar (cirka 200 meter) utanför stadsvallarna. Det var flera gånger så dyrt att bygga i tegel som i trä. Tegeltvånget, som skulle förebygga eldsvådor, visade sig svårt att genomföra helt från 1624, och det var åtskilliga strider om den allt eftersom staden växte.

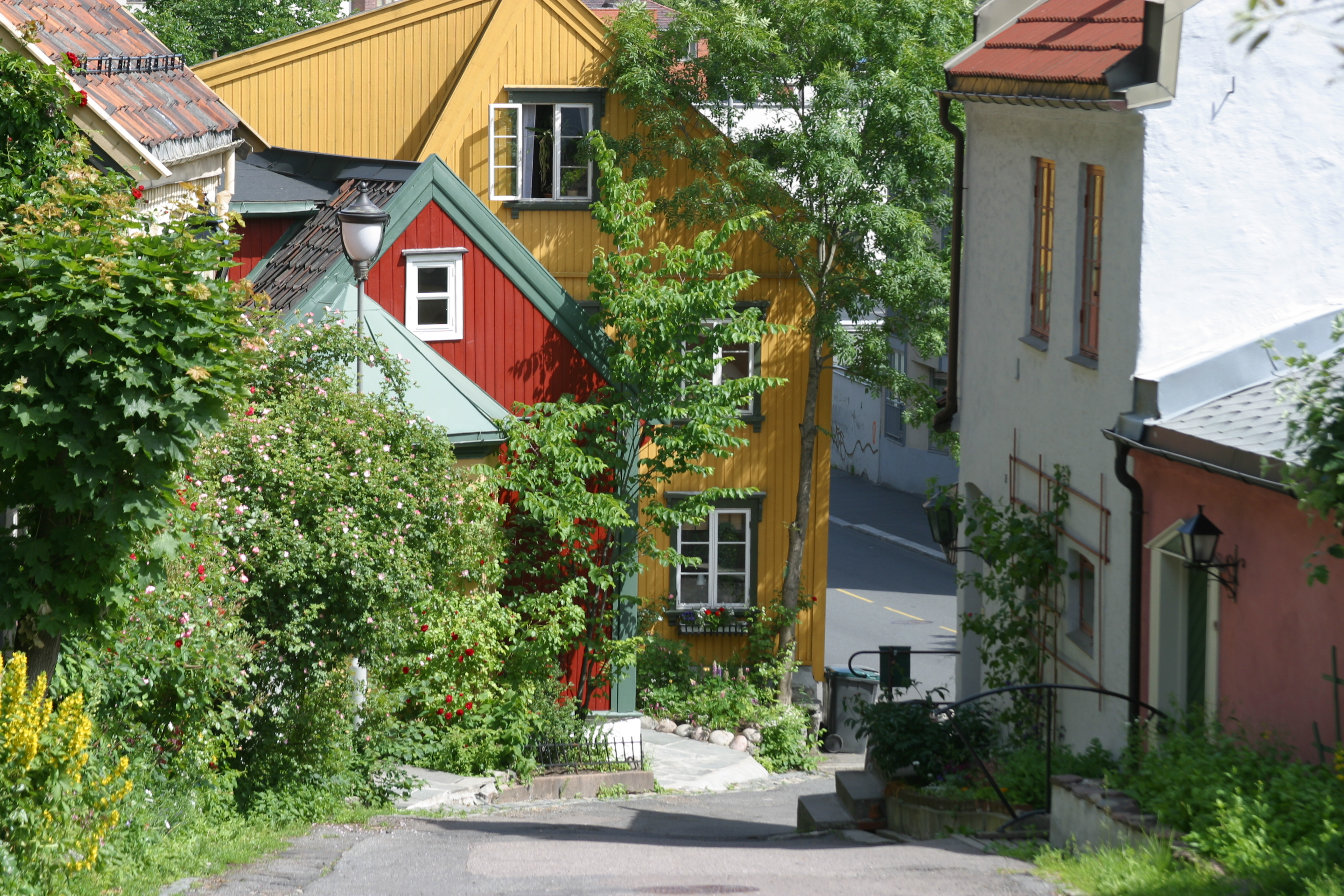
Damstredet.

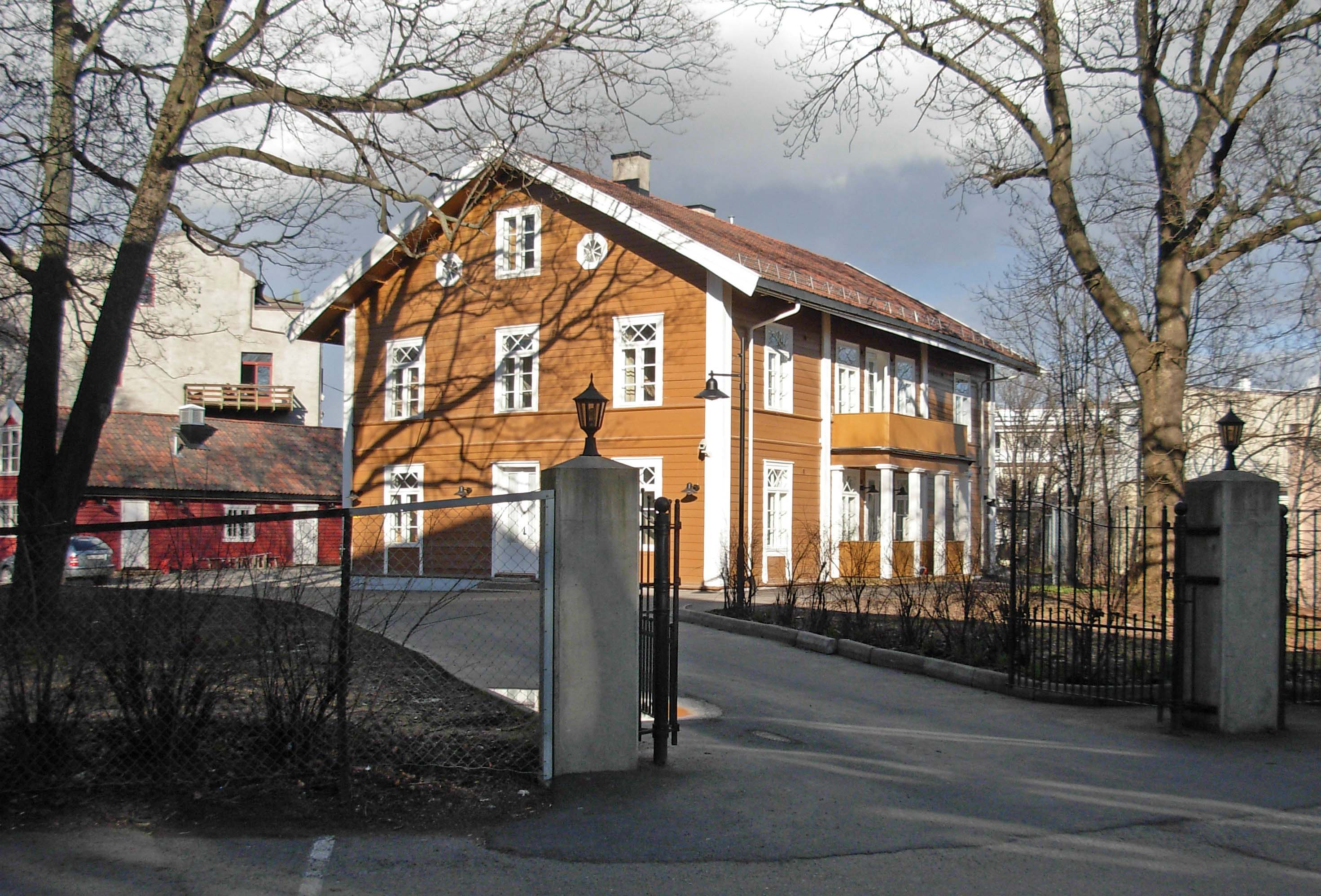
Lassonløkken, även kallat Soenerløkken, Grønnegata 19, Homansbyen. Huvudbyggnaden är byggd av Thomas Heftye i mitten av 1830-talet.

1766 var ungefär 50 % av alla våningshus i Kvadraturen av korsvirke, 30 % timrade och 20 % av tegel. Tegeltvånget var trots det en av orsakerna till att staden var befolkad av företagare och ämbetsmän, medan folk med låga inkomster måste bo i trähus utanför staden. 300-alnsgränsen förde med sig att förorter bildades på avstånd från staden. Besluten om utvidgning av tegeltvånget, bland annat 1837, 1844, 1855 och 1858, höll inte jämna steg med stadens tillväxt och det växte upp trähusförorter strax utanför det som vid varje enskild tidpunkt var tegeltvångsgränsen.
Trähusförorterna från 1600-talet är borta: Pipervika, Vaterland, Sagene, Grønland, «Oslo» (Gamlebyen). Några nyare är bevarade och är attraktiva bostäder: Telthusbakken från slutet av 1700-talet och gatstumpen Damstredet från tidigt 1800-tal. Av de trähusförorter som växte upp precis utanför stadsgränsen åren före stadsutvidgningarna 1859 och 1878, är Rodeløkka, Kampen och Vålerenga bevarade, medan Ruseløkkbakken, Enerhaugen och Ny York är borta.
I några av förorterna (Storgaten, Grensen, Grønland och Gamle Oslo) bodde det också ämbetsmän och välmående människor. På Sagene bodde både fabriksägarna och arbetarna nära fabrikerna, så som var vanligt i de tidiga industrisamhällena (Bryn är ett exempel från yttre staden). Runt 1840 var Vaterland det område som klassmässigt hade mest genomsnittlig befolkning.
1629 blev ett större område väst om Akerselva utlagt som stadsmark. Stadsborgarna hade fälader i stadsmarken där djur kunde beta. Resursstarka satte gärde runt fäladerna och byggde redan från 1600-talet hus för människor – även om detta inte var tillåtet. På det viset uppstod en marknad för lantliga sommarhus och så småningom helårsbostäder på det som skulle bli västkanten.

## Från 1840-talet till 1900

### Slottet blir kärnan i den nya västkanten – socialt likartade områden i både öst och väst

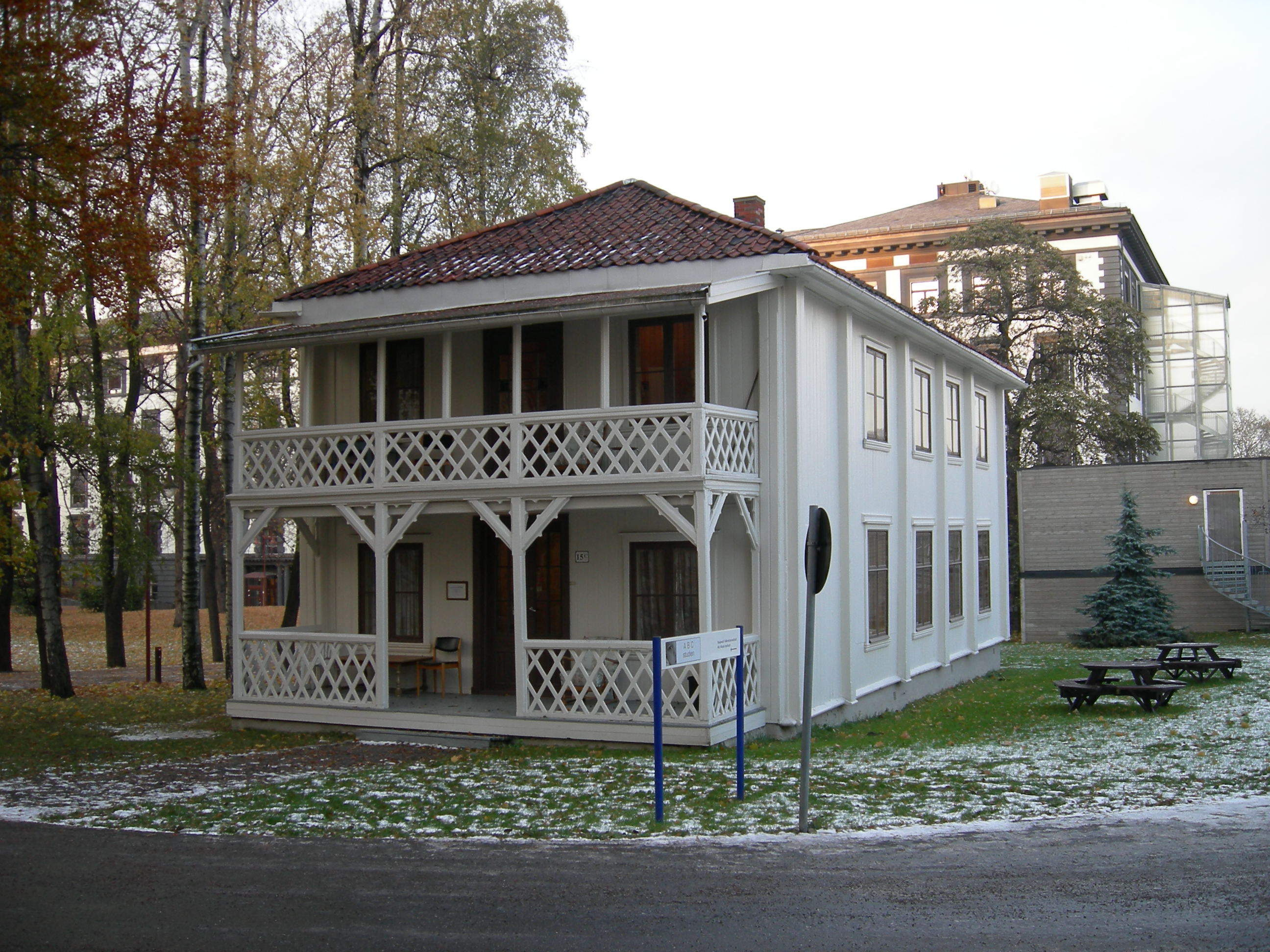
Løkkebyggnaden på Lovisenberg, som ägdes av F.H. Frølich.

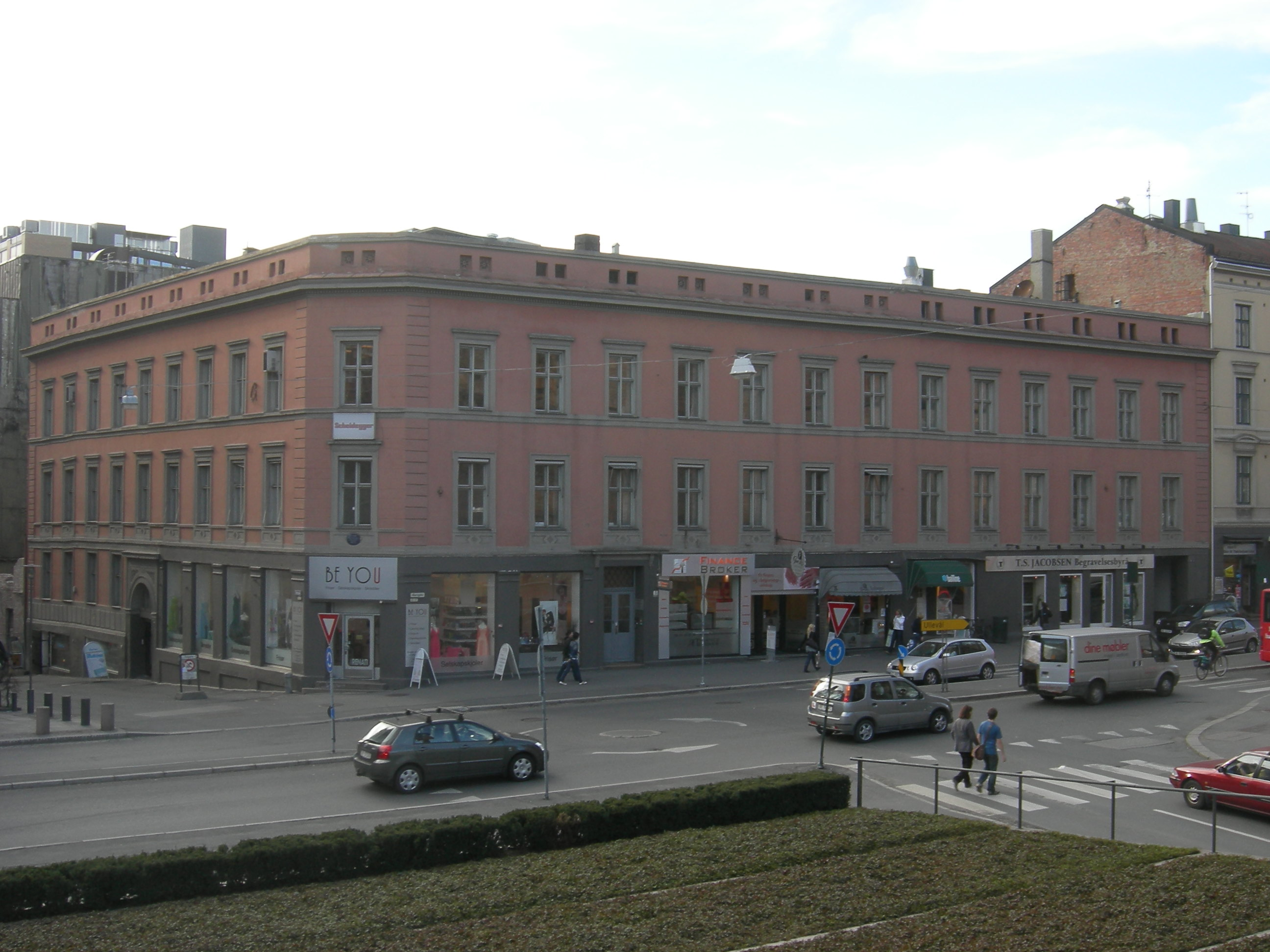
Maltheby, en av stadens första hyresgårdar, Akersgata 65, 1844.

Placeringen av Oslo slott (byggandet startade 1824) skulle få betydelse för bildandet av östkanten och västkanten. Slottsarkitekten Linstow ritade i en stadsplan från 1838 förbindelsen mellan den dåvarande staden och slottet, så att det skulle finnas bostäder för samhällets översta skikt längs förbindelsegatorna Karl Johans gate, Kristian IV:s gate och St. Olavs gate. De två sistnämnda blev inte tydligt präglade av överklassen. Sådan prägel blev det däremot i området som fick namnet "Bak Slottet", längs Parkveien och Wergelandsveien, där det från 1840-talet anlades stadsvillor för att säkra ett passande och lantligt grannskap för den nya kungabostaden med Slottsparken. Homansbyen för det övre borgerskapet kom från slutet av 1850-talet. Under 1860- och speciellt 1870-talet byggdes det en ring av nya, socialt likartade bostadsområden runt den gamla staden: Hegdehaugen, Uranienborg, längs Drammensveien, Meyerløkka i väst, Fredensborg, Youngsløkka, nedre delen av Grünerløkka och Nedre Tøyen i öst.
Vid denna tid flyttade människor med pengar och andra resurser från det som skulle bli östkanten, till den nya västkanten; professorerna från universitetsbyggnaderna vid Tøyen, fabriksdirektörerna från Sagene, ämbetsmännen från Gamlebyen, folk i stadsgårdarna i Kvadraturen som blev till affärsfastigheter osv. På östkanten blev befolkningen mer likartad än tidigare: stora grupper nya inflyttande från det övriga Østlandet och den ursprungliga stadsbefolkningen bildade tillsammans den nya arbetarklassen i storstaden Kristiania, verksam i den framväxande industrin, hantverk, transport m.m.
Runt 1880 var tudelningen i östkanten och västkanten tydlig, men inte genomförd. I denna tidiga fas byggdes det stora lägenheter för välbärgade i områden som Gamlebyen (Schweigaards gate) och det var attraktivt att slå sig ned i Kvadraturen. Hyresfastigheterna var ursprungligen en bostadsform för de övre skikten (stadens första kom under 1840-talet och låg vid Grev Wedels plass, längs Karl Johans gate, och Maltheby i Akersgata 65), då arbetarklassen bodde i trähus i förorterna. Den omfattande utbyggnaden av staden på 1890-talet bekräftade emellertid delningen och den systematiska skiljelinjen. 1910 var genomsnittsinkomsten på Sofienberg en tiondel av motsvarande på Frogner.
Offentliga kommunikationer gjorde det praktiskt möjligt att bo mycket längre från arbetsplatsen än tidigare. Hästspårvagn öppnade till Homansbyen och Gamlebyen 1875 och till Grünerløkka 1878, och den elektriska spårvagnen kom i bruk 1894 och blev raskt utbyggd med nya linjer. Detta bidrog till att bilda de nya områdena med socialt och ekonomiskt likartad befolkning.

### Medelklassområdena
Områdena norr om centrum tillhör västkanten, men blev tidigt, och är fortfarande, präglade av medelklassen med många funktionärer, hög utbildningsnivå och få rika. Detta är Meyerløkka, Gamle Aker, St. Hanshaugen, delar av Ila, Bislett, Bolteløkka, Valleløkken, Fagerborg, Lindern och Adamstuen.
Villaförorterna i dagens ytterstad växte upp längs den nya järnvägen, och hade vid sekelskiftet cirka 12 000 invånare; i väst Lysaker, Skøyen, Bestum, i öst Bryn (stadens första från 1860-talet), Grorud, Bekkelaget, Nordstrand, Ljan – med blandad befolkning, utan tydlig östkantprägel.

### Arbetarområden på västkanten
Några arbetarområden fanns på västkanten: 
- Balkeby vid Hegdehaugen var ett filantropiskt arbetarbostadsprojekt byggd på 1860-talet, men förlorade särprägeln efter en stor brand 1879.[11]
- Briskeby växte fram efter stadsutvidgningen 1859, utanför den nya stadsgränsen som följde Briskebyveien. Ett par trähus från denna förorten har överlevt stadsförnyelsen under 1970-talet.
- Ruseløkkbakken, med tillnamnet «Røverstatene» eller Algier, Tunis og Tripolis, revs under 1880-talet för att ge plats åt hyreshuskomplexet Victoria terrasse och basarerna vid Ruseløkkveien.
- Pipervika stod till 1930-talet, då de trånga gatorna med tät trähusbebyggelse och hyreshus måste ge vika för Oslo rådhus och nya affärsfastigheter.
- Vestre Vika höll emot längre, till 1950- och 60-talen, då också detta arbetarområdet ersattes av affärsfastigheter.
- Längs Pilestredet var det i slutet av 1800-talet byggt bostäder för arbetarna vid industriföretagen upp till Bislett.

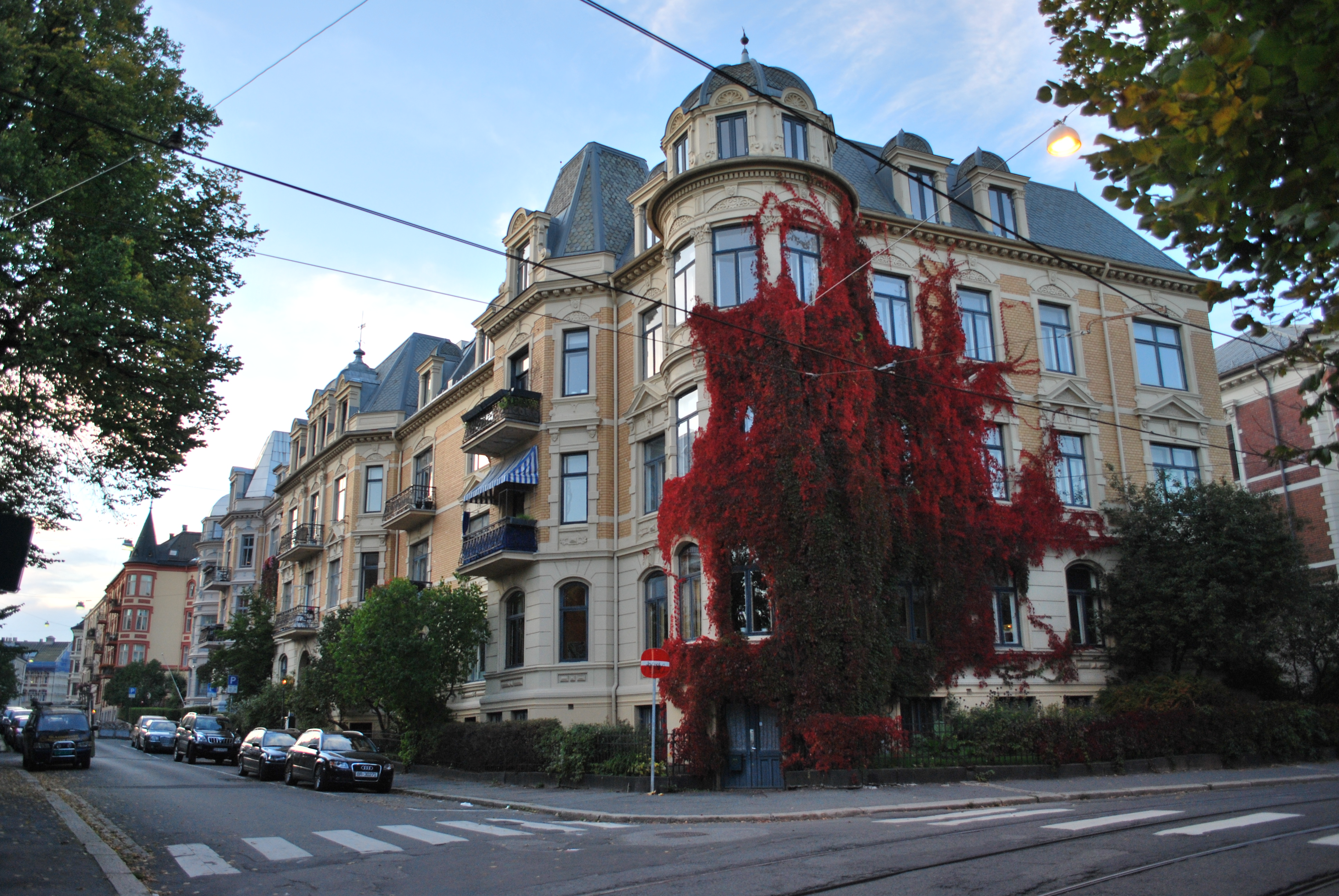
Hyresfastighet på västkanten (Meltzers gate, ett kvarter Bak Slottet, byggt 1899).

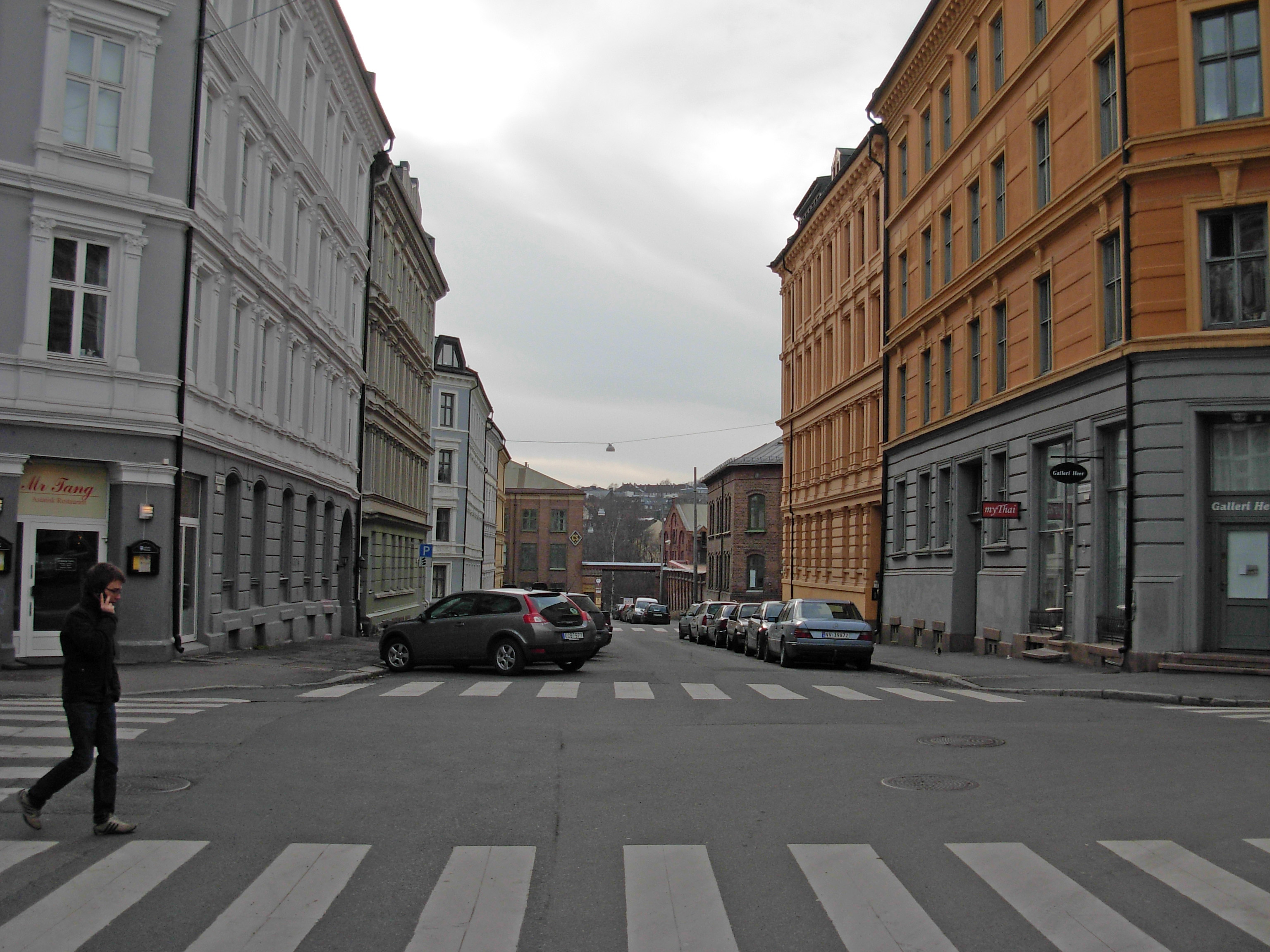
Hyresfastighet och industri på östkanten. Seilduksgata på Grünerløkka.

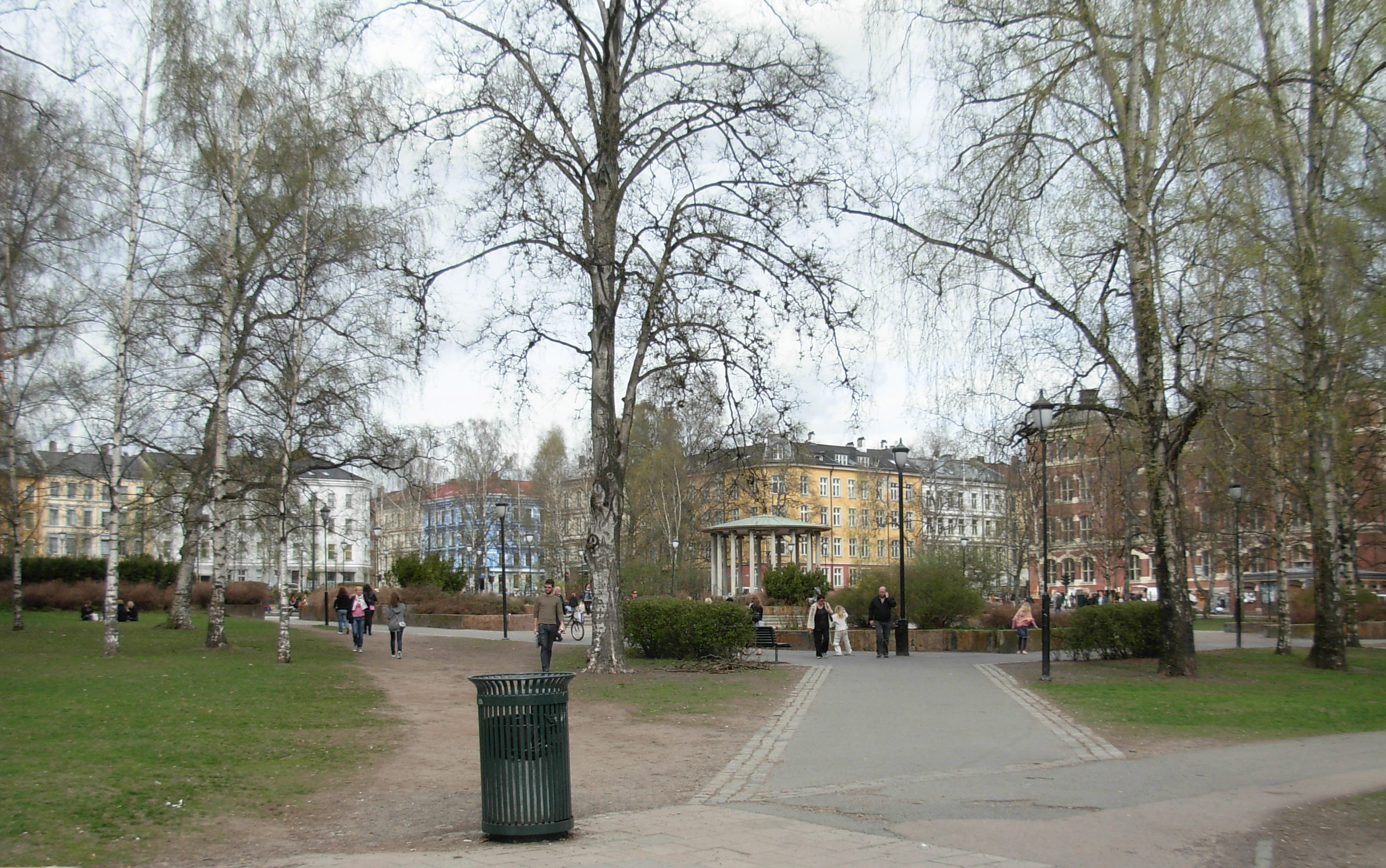
Birkelunden på Grünerløkka.

### "Murbyen" med hyresfastigheter: arkitektur, parker
Bostäderna var först och främst hyresfastigheter i de rätta kvarteren, byggda en gård i taget i regi av byggmästare, det som i dag kallas "murbyen". Kvartersstrukturen var likartad på öst- och västkanten, och fasaderna på husen med putsat tegel och med dekorationer var inte väldigt olik. Gråbeingårdene på Tøyen utan dekorationer och med synligt tegel skilde ut sig och kritiserades för fattigliknande utformning för att vara bostäder – på den tiden var det fabriksbyggnader, kyrkor, brandstationer och sjukhus som hade fasader av tegel.
Det var trots allt tydliga skillnader:
- I väst var lägenheterna stora, med rum för tjänstefolk (pigor), flera salonger och egna sovrum för vuxna och barn – i öst var lägenheterna mycket mindre, men beboddes trots det, av ekonomiska orsaker, ofta av en familj och andra (släkt eller hyresgäster).
- I väst var det få byggnader i gårdsrummet (men några lägenheter som bara vände mot gårdsrummet) – i öst var det vanligt att utbyggarna placerade en inre rad byggnader (de egentliga bakgårdarna) med ännu mindre ljus och luft än lägenheterna mot gatan. Här bodde de sämst ställda i arbetarområdena.
- I väst hade gårdarna vertikala framskjutande partier (risalit), balkonger och frodiga detaljer i muren – i öst var fasaderna mer dämpade i utformningen, väldigt få hade balkonger.
- I väst kom det redan vid utbyggningen bakom slottet och i Homansbyen regler om att näringsverksamhet – butiker undantaget – inte var tillåten (man ville undvika smuts, oljud och en gatubild med starkt inslag av arbetarklass) – i öst var nedervåningarna och gårdsrummen dominerade av små företag och det fanns fabriksområden, bland annat längs Akerselva och på Dælenenga.
- I väst var det många hyreshus med trädgårdar framför – i öst var det sällsynt.
- I väst fanns områden med stadsvillor i tegel eller schweizisk stil – i öst fanns de täta och trångbodda trähusförorterna.[13]

Från runt 1870 ansågs det som en kommunal uppgift att anlägga parker i staden, och stadsstyrelsen (bystyret) fördelade medvetet resurserna till östkanten, med Kampen park som den finaste och mest använda. På Grünerløkka kom Olaf Ryes plass och Birkelunden som öppna kvarter i ett välreglerat område, och speciellt Birkelunden blev i årtiondena som följde viktig som plats för politiska möten. Tidigare samma sekel hade "Oslo Byes Vel" anlagt alléer längs Grønlandsleiret, Trondheimsveien och andra gator, men dessa blev inte bestående.

### Orsaker till öst–väst-skillnaden
Det finns inte en enskild uppenbar orsak till att Oslo fick den tydliga uppdelningen mellan öst och väst. De välbärgade borgarna hörde redan till den del av staden som blev västkanten. Arbetarna bodde i förorter i öst, längs infartslederna från de områden på Østlandet som många av dem kom från, och dessutom nära arbetsplatserna, speciellt på båda sidorna av Akerselva, men också nära de få industriföretag som anlades på västkanten (Pilestredet, Skøyen, Lilleaker m.fl.).
Borgerskapet visade en starkare önskan om att bo åtskilt från arbetare på 1800-talet än de hade gjort tidigare, och att bo i «rätt område» blev viktigare. Spårvagnen gjorde åtskiljandet möjligt. Då västkanten först var etablerad som tämligen rena bostadsområden med större och dyrare lägenheter än arbetare hade råd med, var skiljelinjen svår att upphäva. Dessutom önskade få att bo i ett område med människor som hade en helt annan ekonomisk förmåga och umgängesform än de själva.
I många av Europas storstäder blåser oftast vinden från väst mot öst. Att detta leder till renare luft väst i städerna, eftersom industriröken blåser mot öst, framhålls ibland som en förklaring på öst–väst-skillnaderna. Detta är en spekulation (som för övrigt inte passar in på Stockholm, men på många andra europeiska storstäder) − för Oslos del var öst–väst-skillnaden under tydlig utveckling innan industrirök blev ett inslag i staden.

## Första hälften av 1900-talet

### Aktiv kommunal bostadspolitik

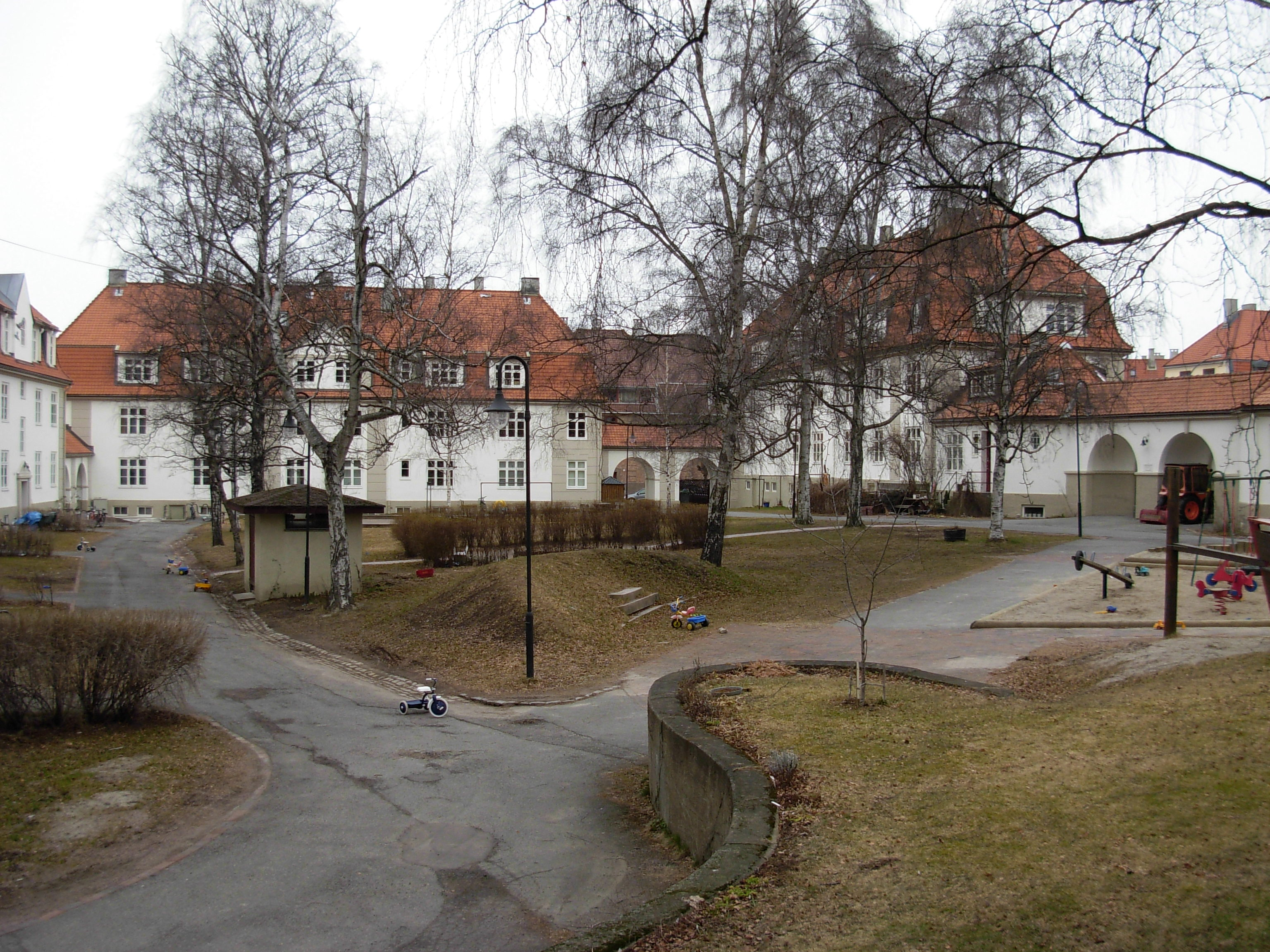
Gårdsrum i Lindern hageby, byggd 1919.

Efter finanskraschen 1899 stannade bostadsbyggandet nästan helt upp. Från 1911 tog kommunen ansvar för att bygga bostäder, och fram till strax efter 1930 byggdes det stora bostadsanläggningar avsedda för arbetare. Detta var bostäder av hög kvalitet, med vikt på god försörjning av ljus, luft och parker. Men öst-västskillnaden slog igenom; på Torshov, Nordre Åsen, Vøyenvolden, Rosenhoff, Marcus Thranes gate 8–20 och Tøyengata 47 blev befolkningen arbetarfamiljer. I bostäderna som byggdes på västkanten, blev det tjänstemän och annan medelklass som flyttade in; (Ullevål hageby, Lindern, Jessenløkken). Ilaløkken, som ligger på skiljelinjen vid Uelands gate, fick karaktäristiskt nog en blandning av tjänstemän och arbetare.
Från 1935 var det kooperativa bostadsbolaget OBOS entreprenör för det kommunalt drivna bostadsbyggandet. I ytterstaden, både i öst och i väst, tillkom det villaområden längs tunnelbanan. Oslo var den dominerande industristaden i Norge, med åtskilligt större inkomster per skattebetalare än genomsnittskommunen, och klarade från första världskriget och under 1920- och 30-talen att bygga upp goda kommunala tjänster. Inom skola, förebyggande hälsovård, ekonomiskt stöd till personer som riskerade att bli fattiga, och på många andra områden var huvudstaden ledande genom att införa tjänster före andra, ge egna bidrag utöver de statliga och genom godkända arbetsmiljöer som blev förebilder utanför stadens gränser. Hälsoförhållandena blev bättre på östkanten, men öst–väst-skillnaden bestod.

### Arbeiderpartiet och Høyre delar staden politiskt i två delar
Politiskt har Oslo varit långt mer tudelat än resten av Norge. Arbeiderpartiet blev tidigt stort, medan personer med vanliga inkomster ofta röstade på Høyre om de jobbade på kontor, i servicenäringen eller i offentlig sektor. Vid valet 1906 hade Høyre och Arbeiderpartiet tillsammans 86 % av rösterna mot 49 % i Norge som helhet, och denna dominans från de två stora partierna höll sig stark större delen av 1900-talet. Ordførerne ("borgmästarna") i Oslo från 1900 till 2009 har varit från desaa två partier, med undantag av korta interimsperioder.
Høyre har varit västkantpartiet och Arbeiderpartiet östkantpartiet. 1915, då staden valde fem representanter i enmansvalkretsar, fick Arbeiderpartiet 11,8 % i Uranienborg och 69,4 % i Grünerløkka valkrets, medan Høyre fick 81,1 % i Uranienborg och 23,1 % i Grünerløkka. 1961 fick vänstersidans partier från 64 % (Gamlebyen) till 83 % (Lilleborg) i östkantvalkretsarna, och från 17 % (Vigelandsmuseet) till 45 % (Katedralskolen) i västkantvalkretsarna.

## Andra hälften av 1900-talet

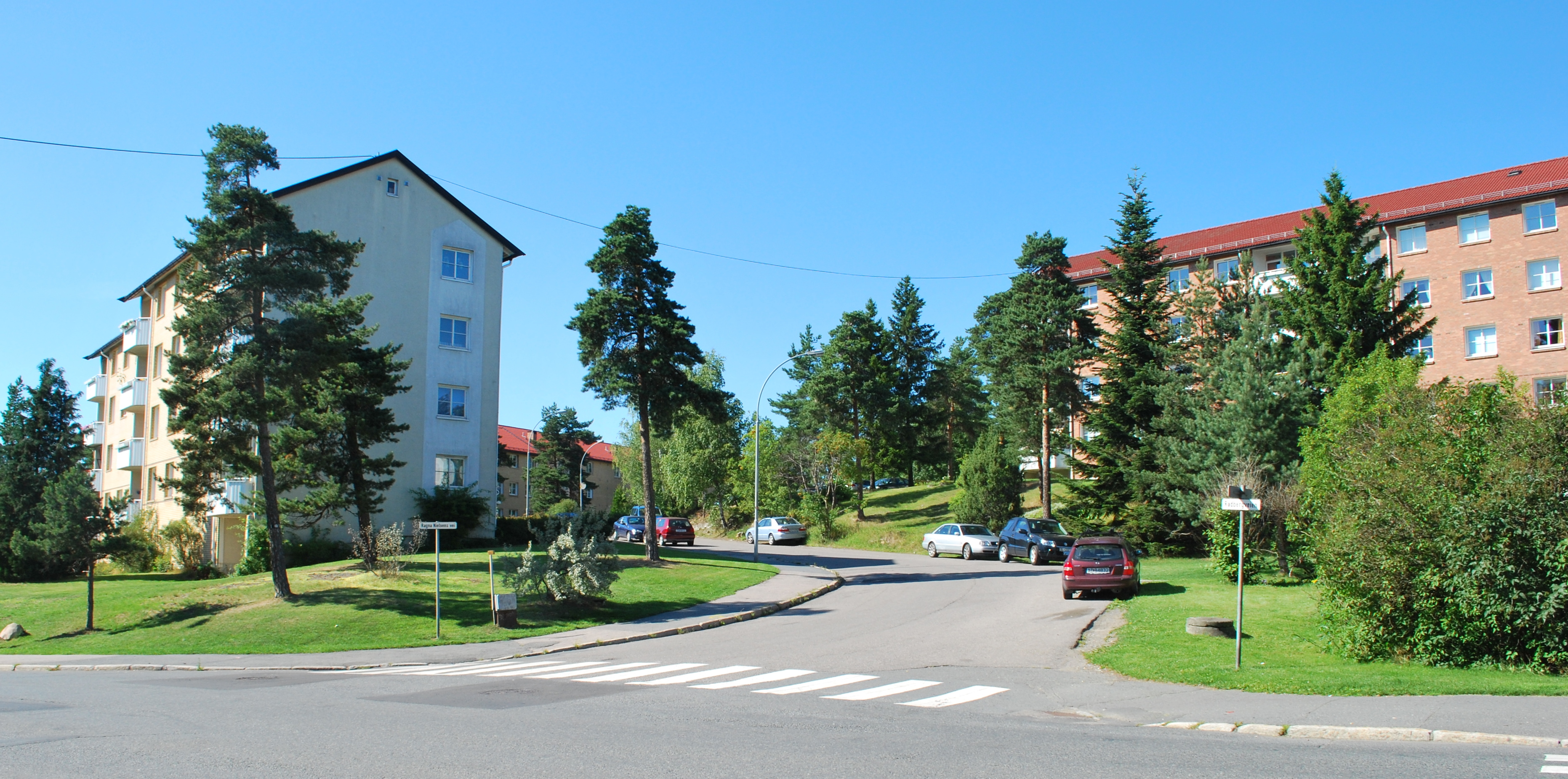
Tonsenhagen, byggt i slutet av 1950-talet.

Efter andra världskriget köpte kommunen stora områden i Aker kommun (som slogs samman med Oslo 1948), och satte i gång bostadsbyggande i stor omfattning i det som i dag kallas yttre öst. De nya satellitstäderna befolkades av arbetar- och tjänstemannafamiljer som upplevde detta som en kraftig förbättring av bostadsstandarden. Välståndsökningen, ökad högre utbildning och övergången från industri till servicenäringar medförde en mindre skarp klasskillnad mellan öst och väst än före andra världskriget. Från runt 1960 ägde en inkomstutjämning rum mellan arbetare och tjänstemän.
Men staden förlorade terräng i förhållande till resten av Norge: 1950 var medelinkomsten för enskilda skattebetalare 155 % av riksgenomsnittet, 1980 var talet 113 %. Befolkningen minskade och kommunen fick från 1970-talet sämre ekonomi. Oslo var inte längre ledande på områden som skolor och hälsovård, parkerna förföll och människor kände sig otrygga där på grund av missbrukarna, antalet socialhjälpsmottagare sexdubblades från 1964 till 1989 (30 000) och antalet anmälda brott ökade med två och en halv gång mellan 1970 och 1986.
Från den gamla östkanten flyttade resursstarka familjer ut, antalet barn minskade kraftigt, och andelen av befolkningen som var beroende av offentligt stöd (bidrag, socialhjälp) ökade särskilt mycket här. Bostäderna hade landets sämsta standard med en stor andel utan toalett i lägenheten. Denna upplevelse av elände och en känsla av en tillbakagång byggde på reella förhållanden, och underströk skillnaderna mellan inre öst och den välmående västkanten. Så sent som på 1980-talet kunde hyreskvarter på östkanten chockera stortingsledamöter från andra delar av Norge, som blev visade hus som skulle förnyas. Att sådana förhållanden existerade i Norge kände de inte till.
Det var i dessa områden de första invandrarna från Asien, i början av 1970-talet, hittade bostäder de kunde betala för. De tog de dåligt betalda och osäkra jobben, ofta med obekväm arbetstid, så som det historiskt hade varit för nya invånare i de områden de bodde i. I slutet av 1970-talet bodde två tredjedelar av dem i innerstaden. Vid utgången av 1980-talet hade det ändrat sig, andelen i innerstaden var nu 38 %. Då hade de unga män som kom först, fått stora familjer, och invandrarna påbörjade en flyttström som liknade norska inflyttares – ut till bättre och större lägenheter i yttre øst, särskilt till Groruddalen och Søndre Nordstrand. De utomvästliga invandrarna utgjorde fem procent av stadens befolkning 1987 och 14 % år 2000.

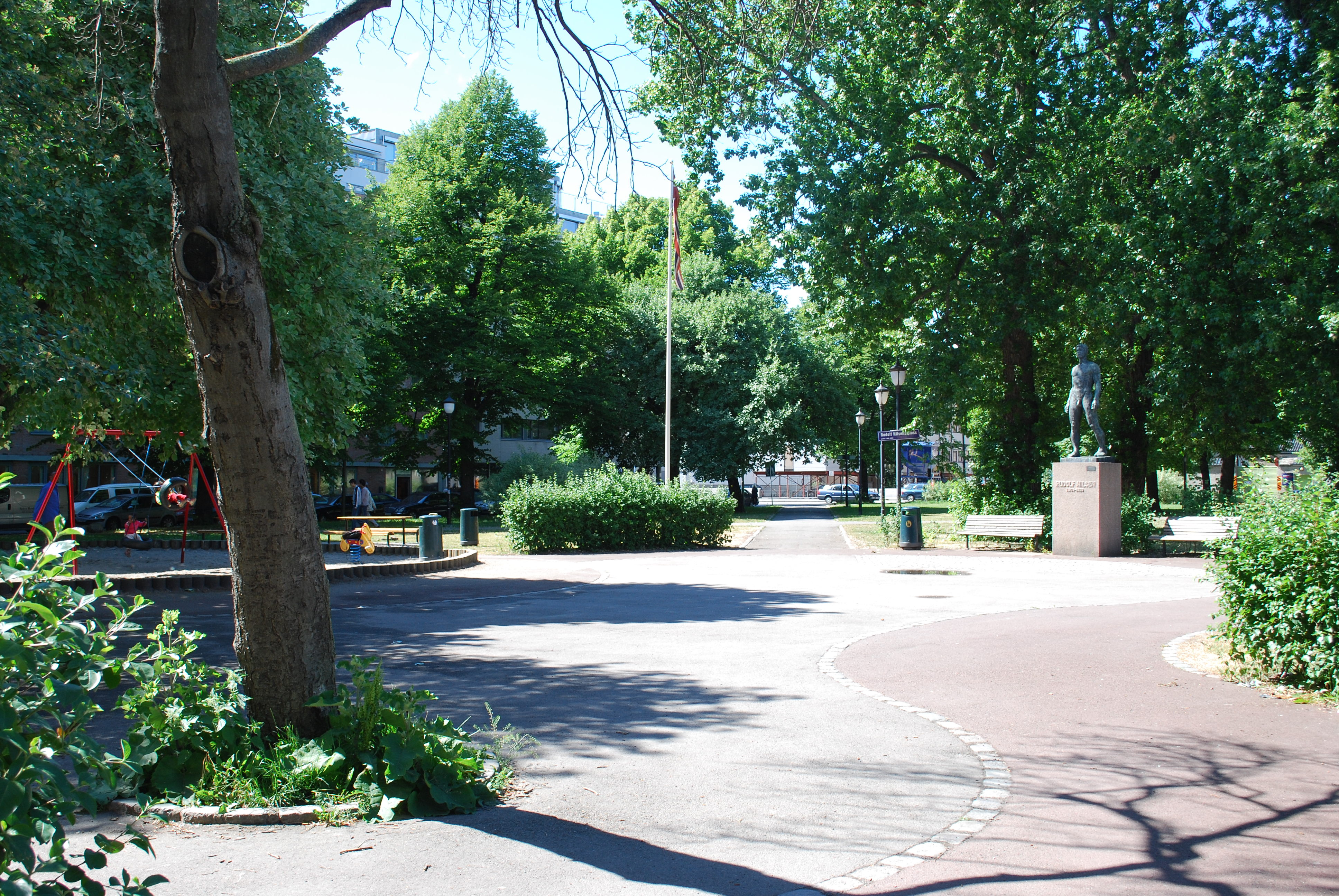
Rudolf Nilsens plass, upprustad med medel från Handlingsprogram Oslo indre øst.

Från 1970 kom aktioner mot rivning av trähusområden som Kampen och Rodeløkka, och unga människor med högre utbildning flyttade in och ägnade sig åt förbättring av områdena. Från 1980 satte kommunen i gång en stadsförnyelse, det vill säga lägenheter upprustades till modern standard, och en del slogs också ihop. Gårdar städades och gjordes om till trädgårdar, och fasaderna putsades upp. Detta motverkade den negativa trenden. «Handlingsprogram Oslo indre øst» genomfördes från 1997 till 2006, med upprustning av det offentliga rummet och många andra åtgärder riktade mot människors levnadsvillkor.
Huvudbilden är att trångboddheten nästan försvann under 1900-talet, och att bostadsförhållandena och levnadsstandarden förbättrades kraftigt för de flesta i hela staden. Nya villaområden tillkom på västkanten och bort mot Bærum, och i satellitstäder mot öst. Men öst-väst-skillnaden bestod och spred sig till ytre by (ytterstaden). Oslo hade i slutet av 1900-talet fortfarande en mycket högre andel av befolkningen i de högsta och lägsta inkomstkategorierna än de andra större norska städerna, och geografiska skiljelinjer var starkare: Medan 11 till 14 % av befolkningen i Bergen, Trondheim och Stavanger bodde i typiska högstatus- eller lågstatusområden, var andelen i Oslo 40 % (1994).
En tätbebyggd stad medför starka begränsningar: 2001 hade 36 % av bostäderna i stadsdelen Frogner mer än tre rum och kök, i stadsdelen Sagene var andelen 10 %.

## Östkant och västkant på 2000-talet

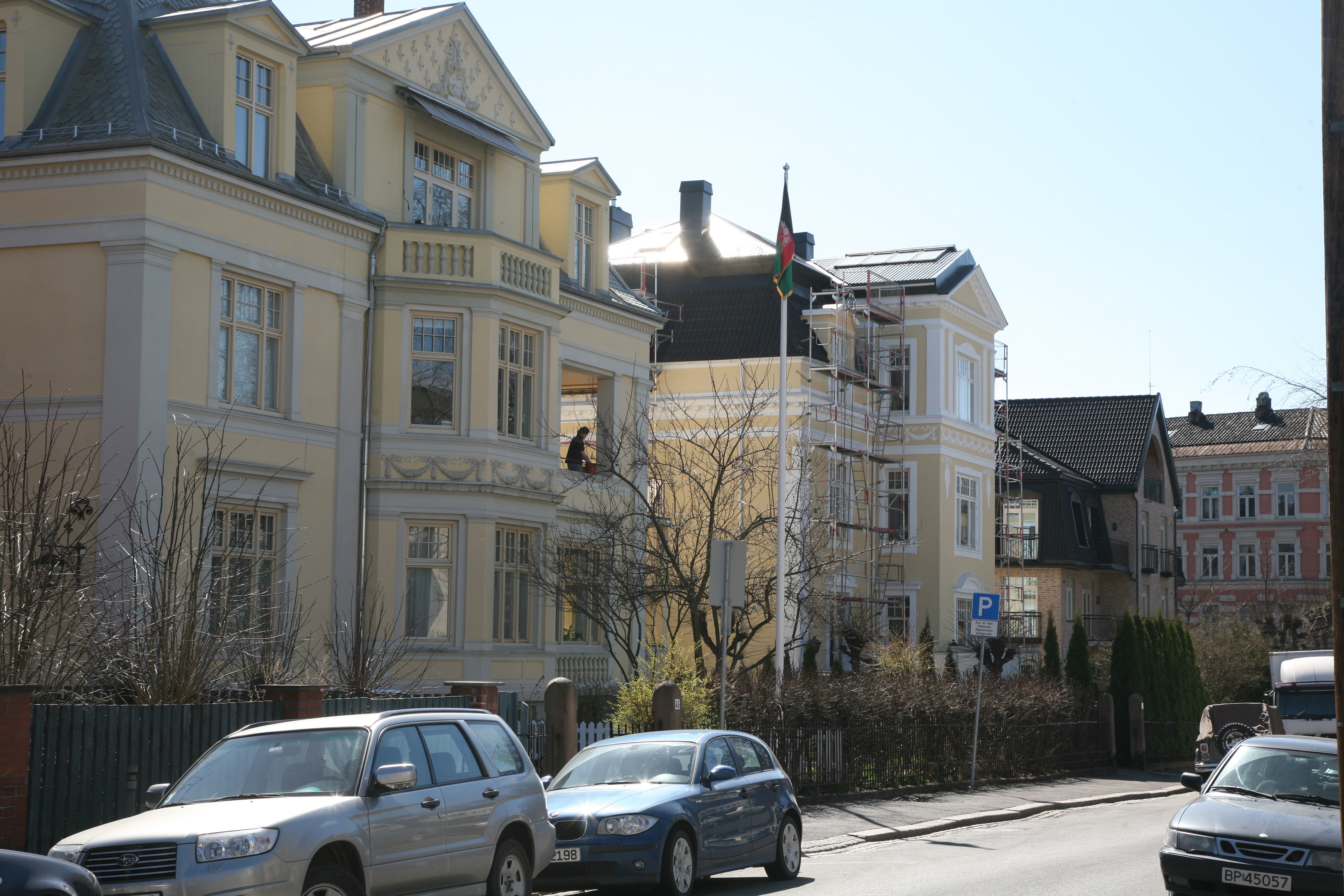
Eckersbergs gate på Frogner, en fin adress på västkanten.

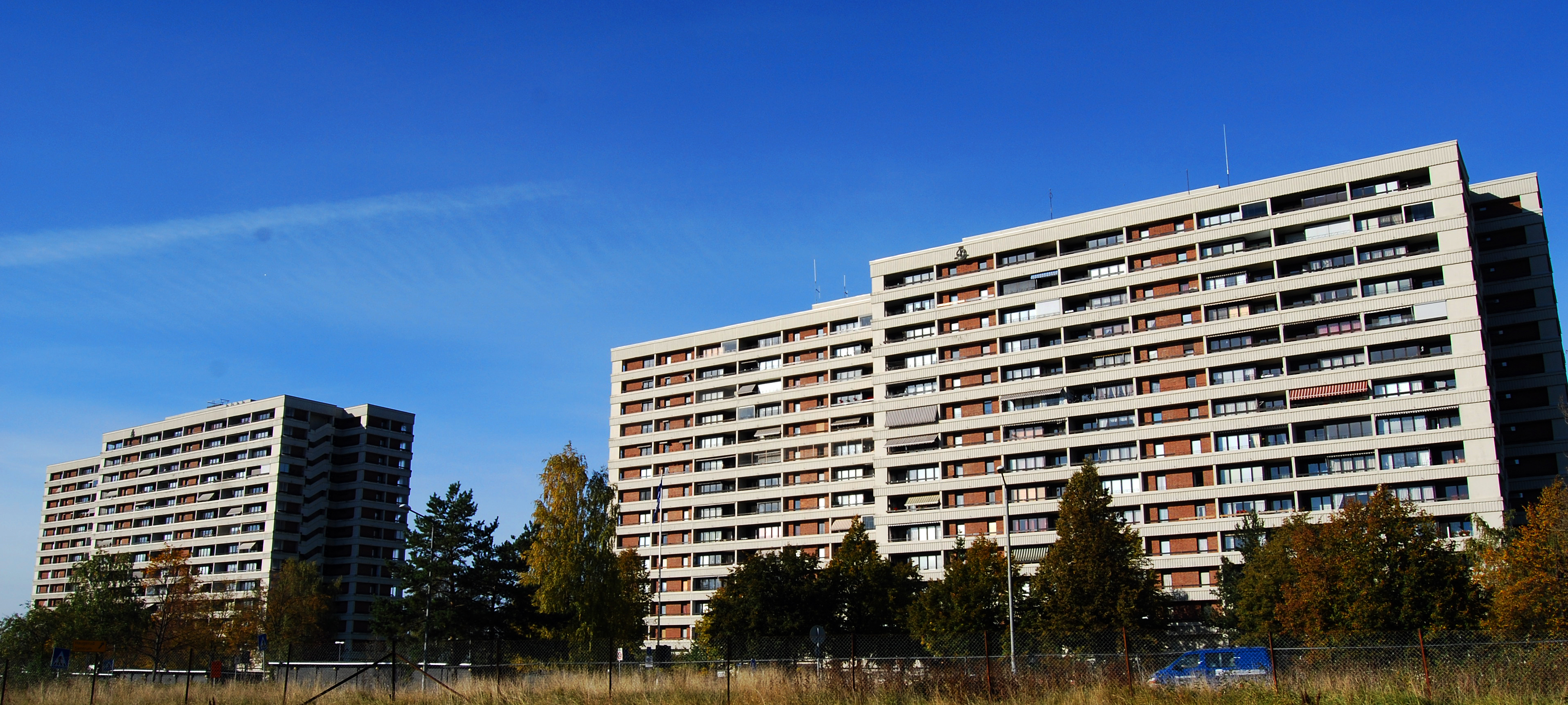
Höghus på Nåkkves vei på Tveita, en satellitstad på östkanten.

### Inkomst, förmögenhet och levnadsvillkor
Skillnaderna i levnadsvillkor, inkomst och förmögenhet mellan öst och väst är tydlig ännu på 2000-talet, vilket framgår av tabellen nedan. De flesta som inte har tillgång till välstånd och trygghet av modern standard bor på östkanten, men dessa utgör en liten andel av befolkningen. De flesta som har tillgång till stora ekonomiska resurser bor på västkanten, men de är också förhållandevis få. De löntagare och pensionärer som utgör flertalet, fördelar sig ganska jämnt på skalorna för inkomst och levnadsvillkor, och skillnaden mellan öst och väst är inte så skarp som den har varit. Statistiskt sett ligger stadsdelen St. Hanshaugen i indre vest, med sin mycket unga befolkning, och stadsdelen Østensjø i ytre øst, nära varandra, och långt från ytterligheterna.
Skillnaderna mellan öst och väst när det gäller personers egen bedömning av sin hälsa och olika mått av reducerad funktionsförmåga är tydliga. De största hälsoproblemen på 2000-talet har äldre och invandrare från andra länder än västländerna, visar en undersökning beställd av Oslo kommun som lades fram 2007.
Kvinnorna i stadsdelarna i ytre vest lever längst och kan förvänta sig en livslängd på 83 år, männen 78–80 år. Jämförelsevis är förväntad livslängd i indre øst beräknad till drygt 78 år för kvinnor och knappt 72 år för män. Män i stadsdelen Sagene har Norges lägst förväntade livslängd med bara 68 år (2002-2004).
Sysselsättningen är högre i väst, speciellt märkbart för personer över 55 år. Andelen som har bidrag som huvudinkomst varierar mellan 12 och 13 % i områdena i väst, och mellan 16 och 20 % i öst. Andelen av befolkningen som tar emot socialhjälp för sig eller sina familjemedlemmar varierade 2008 på västkanten mellan 1,9 % av befolkningen i stadsdelarna Ullern och Vestre Aker och 4,5 % i stadsdelen St. Hanshaugen, på östkanten mellan 4,5 % i stadsdelen Alna och 11,6 % i stadsdelen Gamle Oslo.
Inkomstfördelningen följer öst-väst-skillnaden systematiskt. 2001 varierade hushållsinkomsten för familjer med stora barn mellan 364 000 och 515 000 i de dåvarande stadsdelarna på östkanten (bortsett från Nordstrand) och mellan 508 000 och 712 000 i stadsdelarna i väst . Tabellen nedanför med tal för alla skattebetalare 2007 bekräftar intrycket. Genomsnittsinkomsten varierar mycket mer från år till år i Ullern och Vestre Aker än i de andra stadsdelarna (i Ullern 2005 928 000 NOK, 2006 522 000 NOK), eftersom genomsnittet här påverkas av kapitalinkomster och anpassning till ändringar av skattereglerna. Skattepliktig förmögenhet fördelar sig som tabellen visar med stora utslag efter stadsdel, i öst med 292 000 NOK (Grorud och Gamle Oslo) till 477 000 NOK (Østensjø), i väst från 437 000 NOK (St. Hanshaugen) till 3 050 000 NOK (Vestre Aker). Bara en liten andel av bostädernas marknadsvärde är skattepliktigt, varför dessa förmögenhetstal ger en ofullständig bild av förmögenhetsförhållandena – i väst är bostädernas marknadsvärde långt högre än i öst och skillnaderna i faktisk förmögenhet är därför större än vad tabellen visar. De låga talen för de fem stadsdelarna i innerstaden har samband med att andelen unga skattebetalare här är väldigt hög i förhållande till resten av staden och landet.
| Stadsdel          | Bruttoinkomst 2007, genomsnitt | Bruttoinkomst 2007, median | Skattepliktig bruttoförmögenhet 2007, genomsnitt | Skattepliktig bruttoförmögenhet 2007, median |
| ----------------- | ------------------------------ | -------------------------- | ------------------------------------------------ | -------------------------------------------- |
| Øst               |                                |                            |                                                  |                                              |
| Alna              | 292                            | 279                        | 382                                              | 221                                          |
| Bjerke            | 310                            | 287                        | 420                                              | 211                                          |
| Gamle Oslo        | 297                            | 280                        | 292                                              | 113                                          |
| Grorud            | 281                            | 270                        | 364                                              | 202                                          |
| Grünerløkka       | 308                            | 291                        | 292                                              | 106                                          |
| Sagene            | 316                            | 306                        | 319                                              | 127                                          |
| Stovner           | 290                            | 268                        | 401                                              | 229                                          |
| Søndre Nordstrand | 294                            | 272                        | 362                                              | 199                                          |
| Østensjø          | 331                            | 272                        | 477                                              | 255                                          |
| Nordstrand        | 418                            | 324                        | 876                                              | 304                                          |
| Vest              |                                |                            |                                                  |                                              |
| Frogner           | 465                            | 323                        | 1592                                             | 186                                          |
| Nordre Aker       | 406                            | 338                        | 796                                              | 301                                          |
| St. Hanshaugen    | 353                            | 311                        | 437                                              | 129                                          |
| Ullern            | 575                            | 376                        | 2858                                             | 469                                          |
| Vestre Aker       | 599                            | 365                        | 3050                                             | 478                                          |

Av 85 000 barn i fattiga familjer i Norge 2006, bodde 15 900 i Oslo, något som utgör en andel av alla barn på 14,7 % mot 7,9 % i hela Norge. Gamle Oslo hade högst andel av alla kommuner och stadsdelar i landet med 32,5% av alla barn i fattiga familjer. Talen för Grünerløkka och Sagene var 25,2 respektive 21,8 %, de fyra stadsdelarna i Groruddalen och Søndre Nordstrand låg mellan 18 och 20 %, indre vest mellan 12 och 14 %, Østensjø 10 % och ytre vest runt 5 %. Av barnen, är 78 % barn i utomvästliga invandrarfamiljer. De familjer det gäller kännetecknas av låg sysselsättning och stora familjer. Fördelningen efter stadsdelar förklaras också av var det finns bostäder med lågt pris och många kommunala bostäder. Den höga barnfattigdomen i Oslo är först och främst en sida av den stora invandringen till staden och invandrares problem att etablera sig på arbetsmarknaden och en tillräcklig inkomst för en stor familj.
Bostadspriserna på västkanten drog ifrån priserna på östkanten på 2000-talet. Från 2003 till 2006 steg priserna under 25 % i stadsdelarna Stovner, Grorud och Søndre Nordstrand och runt 40 % i Frogner, St. Hanshaugen och Ullern. Alla fem västkantstadsdelarna hade större procentuell ökning än den största i en östkantstadsdel. Kvadratmeterpriset för lägenheter varierade i november 2008 i östkantstadsdelarna från 21 000 i Søndre Nordstrand till 33 000 i Sagene, och på västkanten från 36 200 i Nordre Aker till 42 300 i Frogner.
I Oslo kommuns undersökning bland allmänheten visar svaren som gäller totalbedömning av området man bor i, hur fint det är där och anknytning till och stolthet över området, att ytre vest får bäst resultat. I indre vest är befolkningen något mer nöjd än i indre øst. Av alla östkantstadsdelarna har Østensjø den klart mest nöjda befolkningen.
Oslos grannkommuner följer öst-väst-skiljelinjen. Bostadspriserna var 2009 mellan 20 och 40 % högre i grannkommunerna i väst (Asker och Bærum) än grannkommunerna i öst (Follo och Nedre Romerike). Inkomsterna fördelas på samma sätt, med skillnader som är från några få procent upp till cirka 50 % mellan olika kommuner och familjesammansättningar.

### Politik
Öst-västskillnaden är tydlig i politiken i Oslo på 2000-talet. Fördelningen av kandidater på valsedlarna ges stor offentlig uppmärksamhet, och det är vanligt att det är svårt för partierna att undvika att listorna präglas av västkanten. Av byråden (kommunalråden) hösten 2009 bor en 32-åring från Fremskrittspartiet på Grünerløkka, de sex övriga på västkanten. Valdeltagandet är störst i väst: i kommunalvalet 2007 deltog som mest 68,5 % i stadsdelen Vestre Aker, medan Gamle Oslo och Grünerløkka låg lägst med knappt 52 %. Østensjø låg klart högst på östkanten med 63 %. Valdeltagandet i ytre vest låg cirka 10 % över Groruddalen och Søndre Nordstrand.
Høyres och Arbeiderpartiets gamla dominans är nästan borta. I valet 2007 fick Høyre cirka 5 % fler röster i Oslo än genomsnittet i landet, Arbeiderpartiet ungefär som i resten av landet. Høyre varierar i stadsdelarna från 26,6 % i St. Hanshaugen till 45,5 % (Vestre Aker) i väst, i öst från 12,0 % i Grorud till 19,0 % i Østensjø. Arbeiderpartiet varierar från 15,3 % (Vestre Aker) till 26,8 % (Nordre Aker) i väst, i öst från 32,2 % i Grünerløkka till 44,4 % i Grorud. Venstre är stort i väst och indre øst, Fremskrittspartiet litet i indre by och stort i ytre, oberoende av öst-västskillnaden, Sosialistisk venstreparti är starkast i indre øst och lite större i ytre øst än i väst.

### Unga vuxna med högre utbildning tar över indre øst
Stadsdelarna i indre øst har de sista 20 åren haft en synnerligen stark ökning i andelen av befolkningen med högre utbildning (högskole- eller universitetsutbildning bland befolkningen från 30 till 59 år). Från att ligga under stadsgenomsnittet 1995, ligger stadsdelarna Sagene och Grünerløkka 2007 cirka åtta respektive fem procent över, och har nästan tagit tillbaka försprånget som innehafts av St. Hanshaugen och Frogner. Denna ändring beror bland annat på att stadsdelarna i öst har väldigt stor andel personer under 40, årskullar med mycket högre utbildningsfrekvens än årskullarna över 50. Förekomsten av uteliv, handel och kultur i områden som Grünerløkka, Sagene, Torshov, Grønland och Gamlebyen har från 1990-talet visat trenderna för vad det goda, moderna stadslivet är, speciellt för unga människor.

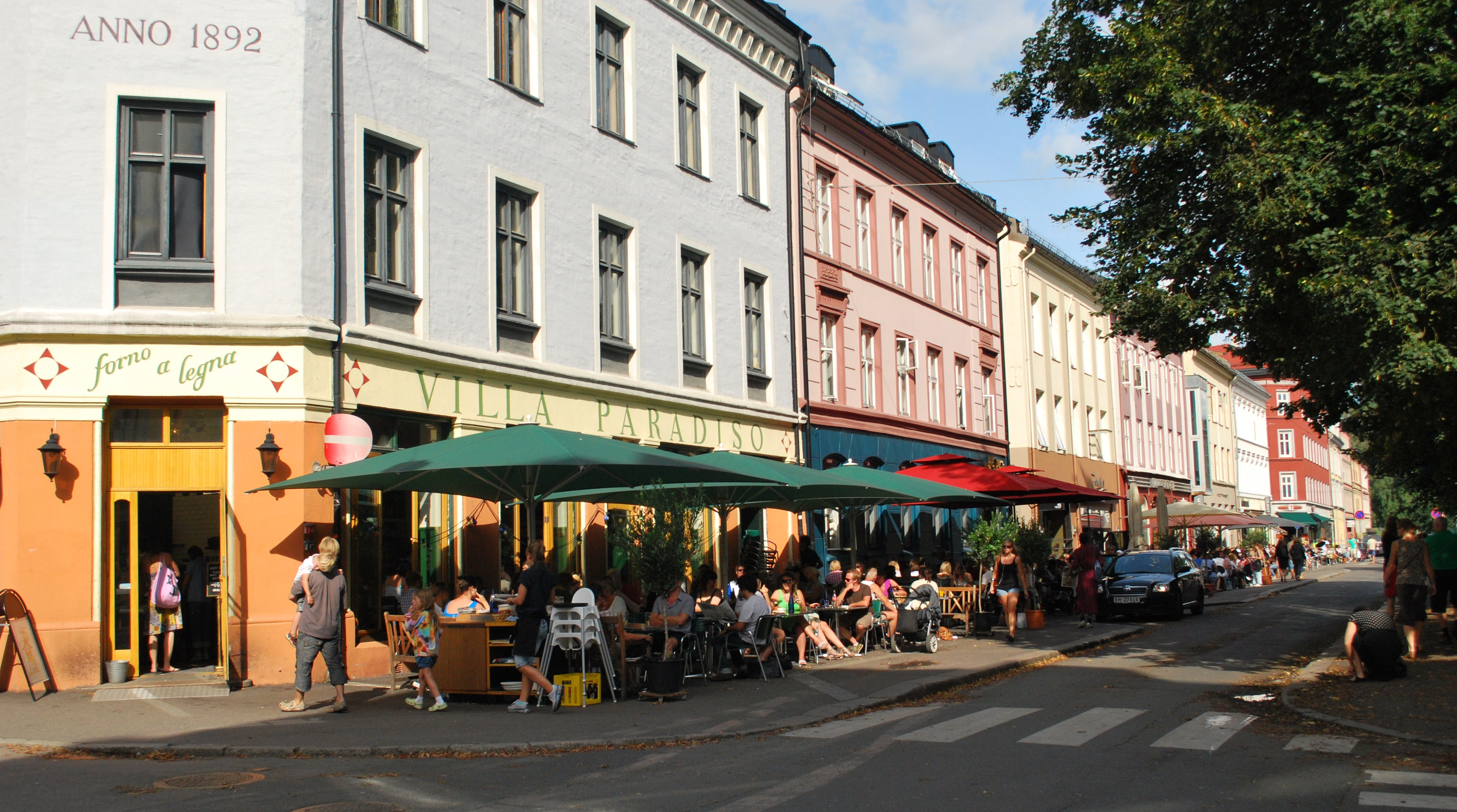
Grünerløkka, Grüners gate vid Olaf Ryes plass.

Detta framställs som gentrifiering, det vill säga att medelklass med högre inkomst och utbildning flyttar in i och dominerar tidigare arbetar-, industri- och institutionsområden i de inre delarna av storstäder. De tidigare invånarna pressas ut av högre bostadspriser. Gentrifieringen i hyreshusområdena Torshov, Sagene, Grünerløkka, Gamlebyen och Grønland omtalas mycket, men är lätt att övertolka:
- Offentliganställda med högre utbildning har delvis mycket lägre lön i förhållande till löntagare utan högre utbildning, än i de flesta övriga länder. Inkomstmässigt medför därför de nya inflyttarna mindre förändring än vad många förknippar med gentrifiering.
- Kvadratmeterpriserna för lägenheter låg hösten 2009 ungefär på stadsgenomsnittet: Sagene 37 400 NOK, Grünerløkka 35 700, Gamle Oslo 34 700, stadsgenomsnittet 35 100.[37] Lägenheterna i indre øst är små (2001 hade 36 % av bostäderna i stadsdelen Frogner mer än tre rum och kök, i stadsdelen Sagene var andelen 10 %). Att det finns få bostäder som ligger högt prismässigt, gör det möjligt för unga människor och ensamstående att etablera sig här. Prisskillnaderna är väldigt stora mot Aker brygge, ett tillfälle av gentrifiering där en mycket äldre köpgrupp har etablerat sig på ett tidigare skeppsvarvsområde.
- En stor andel av de unga, resursstarka vuxna flyttar från indre øst innan de är 40 år, och innan de uppnår höginkomster och maktpositioner.
- Den förändring som har inträffat genom att unga vuxna som klarar livet bra dominerar befolkningen är tydlig, speciellt jämfört med 1970- och 80-talen. Historiskt sett var den perioden emellertid undantaget. Dagens befolkning med unga ensamstående och familjer skiljer sig mindre från situationen innan industrin försvann och många familjer flyttat till de nya satellitstäderna.
- Invandrare från Afrika och Asien är antalsmässigt inte bortträngda av unga norrmän. Andelen är ungefär den samma 2008 som 2000 (cirka 30 % i Gamle Oslo, drygt 20 % i Grünerløkka och 15-17 % i Sagene).[38] Relativt är detta ändå en «förnorskning», eftersom andelen invandrare i staden har stigit starkt under denna period.
- De tre stadsdelarna i indre øst hade ännu 2008 en andel av befolkningen med olika problem knutna till levnadsvillkor som är i toppen bland kommuner och stadsdelar i Norge.

De tre trähusområdena Rodeløkka, Kampen och Vålerenga har mera klassisk gentrifiering, med äldre befolkning. 
Gentrifieringens kommersiella fas, då det blir lönsamt att bygga nya eller att rusta upp bostäder för den övre medelklassen, har alltså inte kommit till indre øst. Sørenga, som byggs ut från 2010, kommer att bli ett stort, nytt bostadsområde och kommer att visa om det finns en marknad för en sådan befolkningsändring.

### Språk och användning av förnamn
På grund av de sociala olikheterna mellan öst och väst, har det traditionellt varit tydliga sociolingvistiska skillnader mellan de två delarna av staden. Talspråket på østkanten har sitt ursprung i Oslodialekten (østkantmål), medan talspråket på västkanten har sitt ursprung i överklassens bildade bokmål (riksmål), som har utvecklat sig till dagens standardvariant av östnorska. Två talspråk har därigenom existerat sida vid sida i staden under lång tid, med tydlig indelning efter sociala skiljelinjer.
Det är fortfarande skillnader mellan dialekterna och sociolekterna på øst- och västkanten, men de mest säregna dragen, speciellt i østkantspråket, är på väg att urvattnas, i enlighet med den generella utvecklingen som förekommer på hela østlandet, där lokala dialekter och sociolekter trängs ut av standardvarianten av östnorska. Ökad utbildningsnivå, mer användning av massmedier och större social rörlighet bidrar till denna utveckling.
A-ändelser ("gata"), diftonger ("aleine", "blei"), tjockt l och tryck på första stavelsen ("bannan") är traditionella kännetecken för østkantspråk. Västkantens talspråk, baserat på bildat bokmål, har bland annat utrum och en-ändelser ("gaten"), betydligt färre diftonger ("alene", "ble") och annorlunda uttal och också delvis annan vokabulär än på østkanten, kort sagt ett språk som ligger närmare danska på de flesta områden. Också talspråket på västkanten har ändrat sig under 2000-talet, men mindre än på østkanten, med bland annat något större tolerans för a-ändelser på vissa ord. De mest formella språk- och umgängesformerna på västkanten upplevs som gammalmodiga av många yngre.
2007 uttalade praktiskt taget alla under 25 år i hela staden "Oslo" med sj-ljud (/uʃlu/). I åldersgruppen mellan 25 och 50 på västkanten gjorde 90 % av kvinnorna och 63 % av männen detsamma. Detta uttal var för bara några årtionden sedan begränsat till sociolekten på østkanten. Språkliga säregenheter från Oslo öst som är på väg att försvinna, är bland annat former som "a'Kari" och "n'Per".
Tunnelbanan i Oslo kallas på østkanten "banen", eftersom den här anlades med det officiella namnet T-bane från 1960-talet. På västkanten (och i Bærum) kallas tunnelbanan ofta "trikken", då den som förortsbana i folkmun naturligt nog fick samma namn som stadens spårvagn (bytrikken), eftersom detta var många år innan den kopplades ihop med de östliga tunnelbanelinjerna. När "trikken" används som namn på tunnelbanan, används gärna också "blåtrikken" som benämning för stadens spårvagn, då dennas vagnar under många år har varit just blåmålade.
Det är tydliga skillnader i vilka förnamn som är populära på östkanten och västkanten. Namnmodet rör sig, geografiskt och socialt, från centrum till periferi och från överklass till arbetarklass. Huvudmönstret är att västkanten och Bærum sätter trenderna för förnamn i Norge; østkanten och resten av landet följer efter.
Senaste data om namnskick på stadsdelsnivå är från 1997. Då var typiska västkantnamn Henrik, Carl, Haakon, Bendik, Jens, Peder, William, Magnus, Axel, Nora, Thea, Andrea, Anna, Cecilie, Hanna, Hedda, Julie, Oda, Vibeke och Vilde. Många av dem var mycket vanliga namn runt förra sekelskiftet, och med norskt och nordiskt ursprung, bland dem flera kunganamn. Traditionen med att kunganamn är vanligare på västkanten hänger primärt ihop med att västkanten, med tillhörande borgerskap, under lång tid var nära knutet till Danmark, och således ofta gav sina barn konservativa, danska namn. Denna tradition lever vidare i dag, om än i något mindre utsträckning än tidigare.
Typiska østkantnamn var Daniel, Glenn, Kenneth, Tommy, Christer, Frank, Johnny, Anita, Jeanette, Mona, Nadia och Monica. Namn som Linda, Jeanette, Kim, Patrick och Robin togs först i bruk på västkanten, men används i dag mest i öst. Många av østkantnamnen har sitt ursprung i engelskspråkiga länder. En grupp namn har varit neutrala i förhållande till öst-väst-skiljelinjen: Bente, Elin, Grete, Gunn, Merete, Siv, Espen, Geir, Kristian, Markus, Simon, Sindre, Thomas, Johan, Jens.
Invandringen har ändrat bilden. 2008 fick 120 pojkar från Oslo namnet Mohammad, och detta var det vanligaste namnet bland pojkarna som föddes i Oslo detta år. För 2000-talet föreligger inte data om namnbruk fördelat mellan öst och väst, inte heller om skillnaderna mellan öst och väst har blivit mindre. Skillnaderna var 1997 inte på väg att urvattnas.

### Invandringen
Den stora, nya invandrarbefolkningen i Oslo har fördelat sig efter öst–väst-skiljelinjen. 

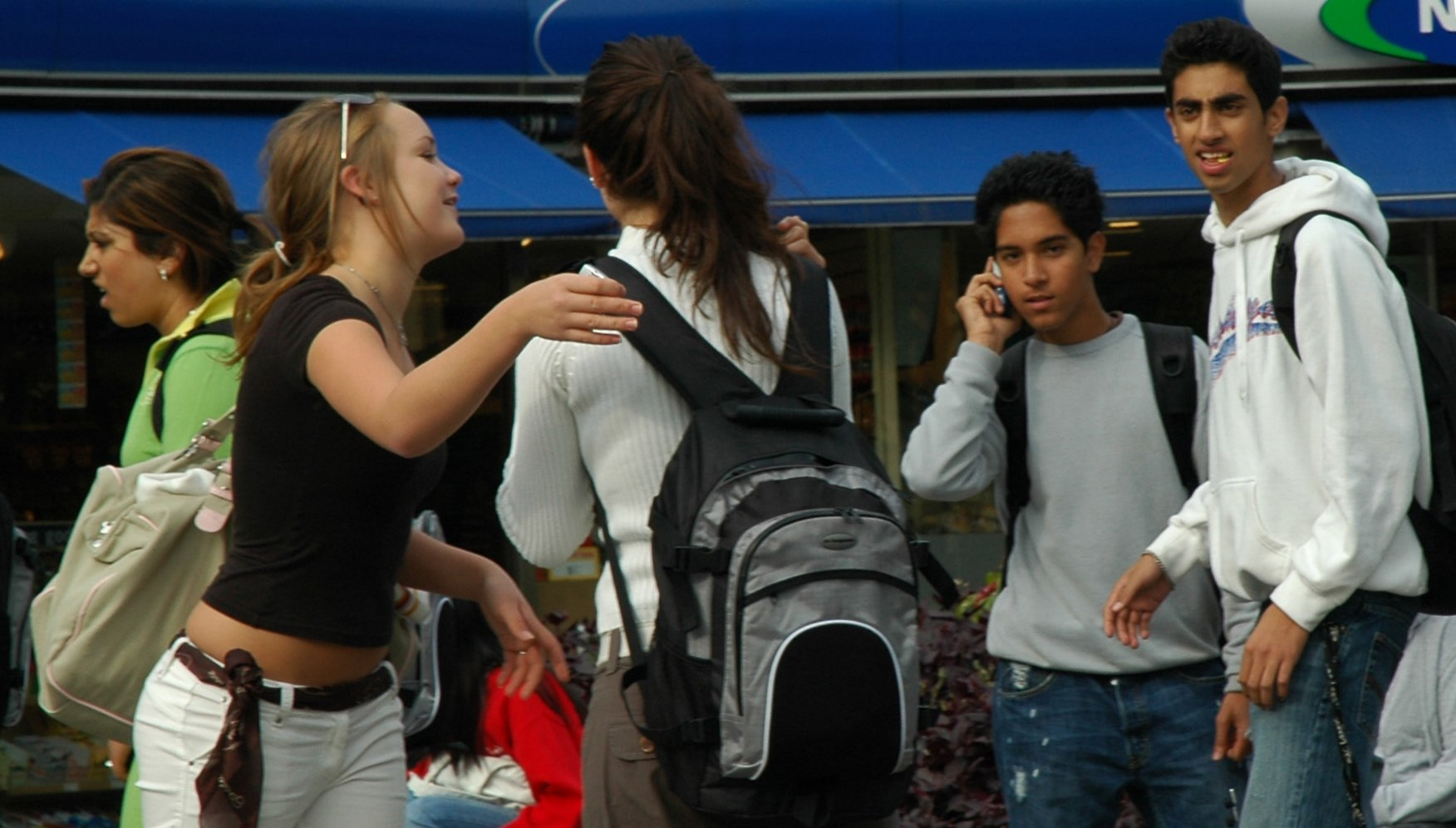
Ungdom i Oslo, med rötter i många av världens länder.

Invandrare från Norden, Västeuropa, nya EU-länder i Central- och Östeuropa samt Nordamerika lyckas som regel väl i Norge. Av de cirka 40 000 (per 1 januari 2009) från dessa områdena bor hälften, cirka 18 000 på västkanten. Invandrarna från övriga Europa, Afrika, Central- och Sydamerika samt Asien har som regel sämre förutsättningar för att lyckas i det norska samhället, och större problem med att få arbetsmarknaden att utnyttja deras utbildning och andra resurser. Av dessa cirka 112 000 invandrare, bor bara cirka 15 000 på västkanten.
Inom denna invandrargrupp är det stora skillnader och många klarar sig bra, men i genomsnitt har gruppen markant lägre sysselsättning och inkomst, och större hälsoproblem än resten av stadsbefolkningen.
I Oslos 123 kommunala grundskolor är minoritetsspråkiga elever i majoritet i 53 stycken (läsåret 2009–2010). Alla dessa ligger på østkanten. På østkanten har det blivit vanligt att barn växer upp med en stor andel jämnåriga som har etnisk bakgrund från samhällen som delvis är väldigt olika det norska.

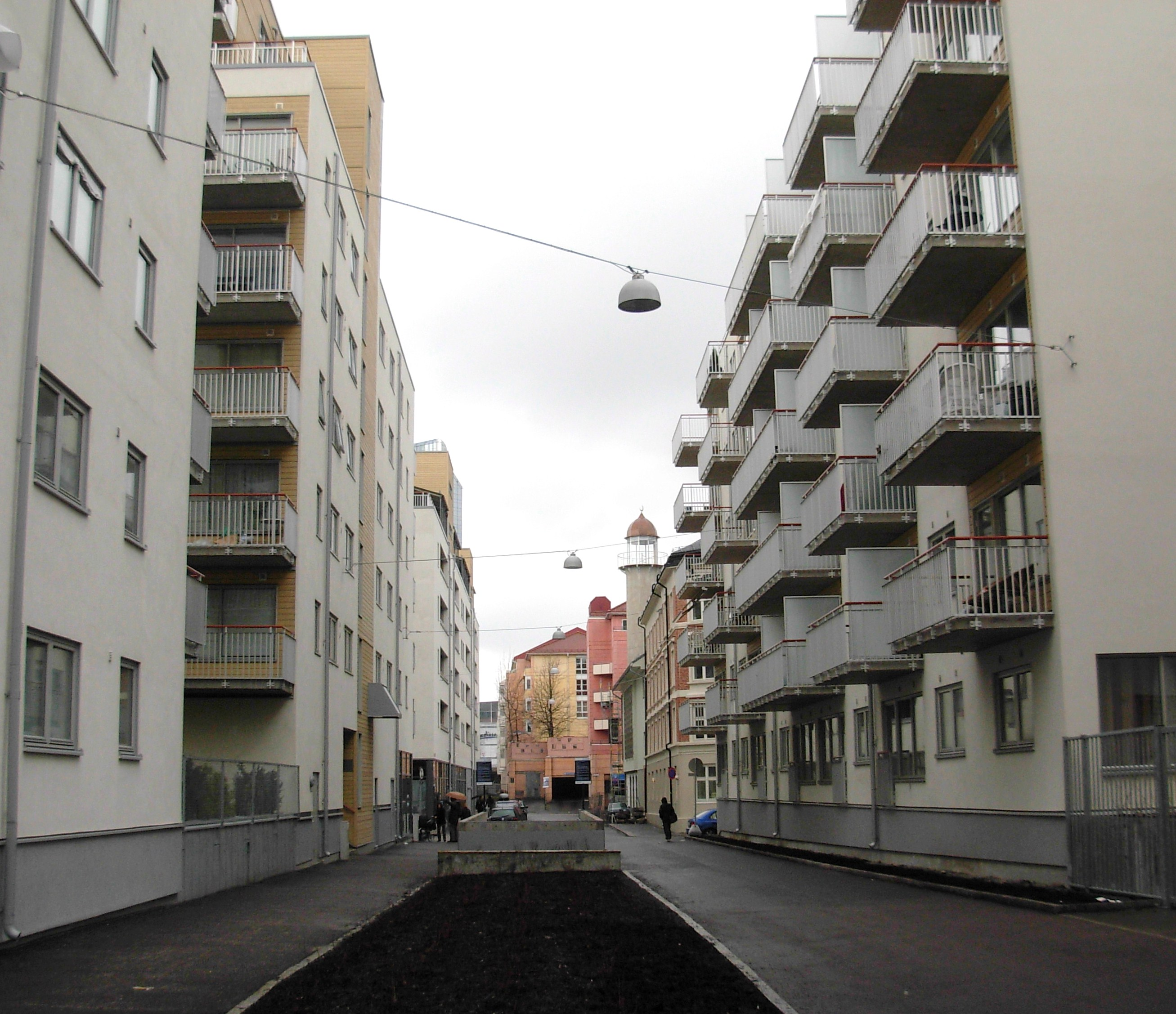
Omdiskuterad nyare bostadsbebyggelse: Kommer dessa bostäder att befästa öst-väst-skillnaden? Rubina Ranas gate, området Grønland i centrala Oslo.

Ända sedan 1970-talet har invandrare från Asien och Afrika drivit småföretag, speciellt matbutiker och restauranger. I området Grønland och i Hausmannskvarteren domineras gatubilden av företag drivna av invandrare från dessa världsdelar.

### Bostadsbyggande
Sedan år 2000 har det varit mycket större bostadsbyggande i Oslo än under 1990-talet, och en stor del av de nya bostäderna har kommit i indre øst. Nya bostäder bidrar till att öka områdenas status, men flera av de nybyggda bostadsområdena har 
- små lägenheter beräknade för unga vuxna (ner till under 30 m²)
- mycket höga exploateringstal
- dåliga ljusförhållanden och
- små uteområden dåligt anpassade för barns lek.

Dessa bostäder kan få prägel av sliten trångboddhet och låg status så snart de inte räknas som nya längre, och kan därför bidra till att befästa öst–väst-skiljelinjen.
På västkanten har det varit färre stora bostadsprojekt. Under 1990-talet byggdes Skøyen ut och under 2000-talet Pilestredet park, ett område med lägre exploateringstal och uteområden av hög kvalitet.